# Agaliarept
 (août 2023).
Agaliarept ou Agaliarep est un démon issu des croyances occultes.
Le Grand Grimoire le mentionne et lui donne le titre de commandant dans les légions infernales. Il a sous ses ordres la seconde légion et ses subordonnés sont Buer, Gusoyn et Botis. Il a la faculté de découvrir tous les secrets et de dévoiler tous les mystères.
Il est également mentionné dans le Grimorium Verum.